# Armée de terre finlandaise
L'Armée finlandaise (finlandais : Suomen maavoimat, en suédois : Armén finländska)  constitue l'une des branches des forces de défense finlandaises.

## Historique

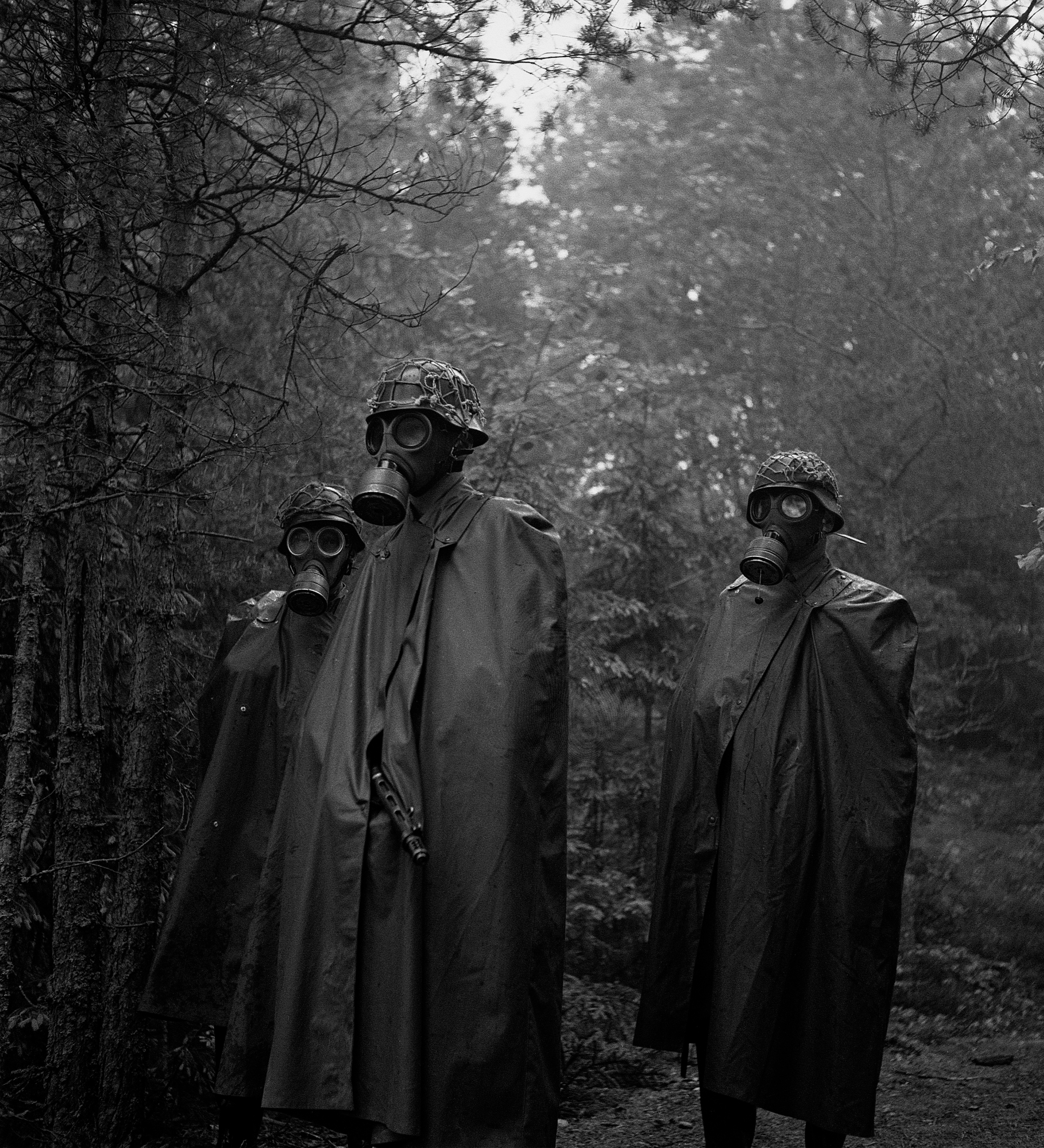
Soldats finlandais équipés de masque à gaz et de protections anti-nucléaires en 1961.

Entre 1809 et 1917, le Grand-duché de Finlande est une région autonome de la Russie impériale. Elle a ses propres troupes de 1881 à 1901. D'autres unités militaires existaient auparavant lorsque la Finlande appartenait à la Suède.
Le Grand-duché hérita de la Suède du système de répartition (Suédois: indelningsverket; Finnois: ruotujakolaitos). Cependant, pendant plusieurs années, les dirigeants russes n'ont pas imposé de service militaire en Finlande : les troupes russes en garnison dans le Grand-duché s'occupaient de la majorité des opérations de maintien de l'ordre et de la défense. Ainsi, les bénéfices des officiers issus du système de répartition devenaient  des pensions puisque les paiements étaient fondées sur la disponibilité et non le service actif.
Pendant les guerres napoléoniennes, la Finlande forme 3 régiments de 1200 hommes ainsi qu'un Corps Topographique à Hamina. En 1821, le Corps topographique est transformé en école d'officiers. En 1829, un des bataillons d'entraînement sert d'unité de base à un Bataillon de Jeune Garde, la future Garde Finlandaise.
La Garde Finlandaise a pris part à la répression de la révolte polonaise en 1830. Pendant la guerre de Crimée, en 1854, la Finlande envoie 9 bataillons de tirailleurs sur le principe d'un système de rotation. Le service militaire est introduit en Finlande à partir de 1878. La Garde combat durant la guerre russo-turque de 1877-1878 et obtient grâce à sa bravoure le statut de Vieille Garde du Tsar.
L'armée finlandaise est progressivement supprimée durant l'oppression russe à l'orée du XXe siècle. Comme les conscrits finlandais refusent de servir dans l'Armée russe, le service militaire est supprimé en Finlande et remplacé par une taxe payée par le Sénat Finlandais au Trésor impérial.
A l'aube du XXe siècle, l'Empire Russe est affaibli et cet affaiblissement est reflété par la faible capacité des troupes russes à maintenir l'ordre public. Pendant les grèves de 1905 et la guerre russo-japonaise, les Finlandais formèrent des organisations volontaires de défense camouflées en brigades de pompiers.
Il y avait aussi les Gardes Rouges, socialistes, et les Gardes Prétoriennes (ou Gardes Blanches), conservatrices et anti-socialistes. Durant la Première Guerre mondiale, les activistes ont secrètement voyagé en Allemagne pour subir l'entraînement militaire des Jägers (en finnois : jääkärit, en suédois: jägare).
Après l'indépendance et le début de la Guerre civile finlandaise, le gouvernement blanc proclame la Garde Blanche comme troupes gouvernementales. Pendant la guerre civile, la Garde Blanche est assistée des Jägers et de l'Empire Allemand contre les Gardes Rouges aidées des communistes russes.
Après la guerre en 1919, les Gardes Prétoriennes deviennent une organisation séparée. Ainsi, stricto sensu, il n'y aucune continuité entre la Garde Blanche, devenue une organisation de volontaires, et l'Armée Finlandaise qui est une armée gouvernementale fondée sur le service militaire. Cependant, les Jägers obtiennent d'importants postes dans l'armée et les tactiques et principes militaires allemands adoptés.

### La Guerre d'Hiver
Au début de la guerre d'Hiver, en 1939, l'armée finlandaise est composée de 9 divisions, de 4 brigades et d'un certain nombre de bataillons et de compagnies autonomes. L'armée est organisée en 3 corps. Le IIe et IIIe corps sont regroupés dans l'armée de l'Isthme stationnée dans l'isthme de Carélie, sur la voie la plus probable de l'attaque soviétique principale le IVe corps défend la région située au nord du lac Ladoga. Le reste de la frontière du IVe corps au port de Petsamo sur l'océan Arctique est défendu par le groupe d'armée Nord Finlande composé d'une poignée de bataillons autonomes.
Dans le but d'organiser un système de relève des unités du front, une Brigade de Remplacement du Front (Kenttätäydennysprikaati, KT-Pr) composée de 9 bataillons est constituée. Mais, à cause de la violence de l'offensive soviétique, ces bataillons de relève durent être utilisés comme troupes de combat et non de renforcement. AInsi, 3 Divisions de Renforts ou Divisions Nationales de Renforts (1.Koti.TD – 3.Koti.TD) sont formées avec les réservistes disponibles. Alors que la situation devient plus critique, les 1re et 3e divisions de renforts sont dissoutes et reconstituées dans les 21e et 23e divisions et sont envoyées au front le 19 décembre 1939. La 2e division de renforts est déployée en régiments individuels dans le nord de la Finlande.

#### Ordre de Bataille

##### Armée de l'Isthme
L'armée de l'Isthme (Kannaksen Armeija, KannA) défendait l'isthme de Carélie et était commandée par le lieutenant général Hugo Österman.
- IIe corps d'armée (lieutenant général Harald Öhquist)
  - 4e division
  - 5e division
  - 11e division
- IIIe corps d'armée (major général Erik Heinrichs)
  - 8e division
  - 10e division
- Réserve
  - 1re division

Quatre groupes de retardement, nommés selon leurs emplacements, étaient stationnés à la frontière finno-soviétique.

##### Formations indépendantes
- IVe corps d'armée (IV AK) (major général Juho Heiskanen)
  - 12e division
  - 13e division
- Groupe d'armée Nord Finlande (Pohjois-Suomen Ryhmä) (major général Wiljo Tuompo)
  - Groupe de Laponie (Lapin Ryhmä) stationné à Salla et Petsamo
  - Groupe de Carélie du Nord (Pohjois-Karjalan Ryhmä) stationné en Carélie du Nord

##### Réserve du commandant en Chef
- 6e division (Finlande du sud)
- 9e division (Finlande du nord)
- Brigade de renforcement du front (KT-Pr)

### La Guerre de Continuation
La guerre de Continuation (en finnois : jatkosota ; en suédois : fortsättningskriget ; en russe : Война́-продолже́ние) désigne la guerre opposant l'Union Soviétique à la Finlande dans le cadre de l'opération Barbarossa menée par l'Allemagne nazie. L'armée de Carélie est constituée le 29 juin 1941 dès le début de la guerre de Continuation. Sept corps d'armées finlandais sont déployés durant la guerre, numérotés de Ier à VIIe. À la demande des Allemands, l'armée finlandaise est chargée de la défense d'un front s'étirant du golfe de Finlande à la Cajanie (Kainuu en finnois). L'armée allemande de Norvège (ArmeeOberKommand (AOK) Norwegen en allemand) se chargeait du front le long de la frontière finno-soviétique de la Cajanie à Petsamo. Durant l'été et l'automne 1941, l'armée finlandaise reconquît les territoires perdus lors de la guerre d'Hiver et s'enfonça loin dans la région de Carélie orientale. À l'hiver 1942, le gouvernement finlandais arrêta l'offensive et le front stagna pendant plus de deux ans.
La relative inactivité du front se termina brutalement en juin 1944 lors de l'offensive Vyborg-Petrozavodsk menée par l'Union Soviétique. Cette offensive fut une défaite pour les Finlandais et eut pour conséquence la perte de larges territoires dans l'isthme de Carélie, notamment la ville de Viipuri, et un repli des territoires occupés en Carélie orientale. Cependant, l'avance soviétique fut stoppée lors de la bataille de Tali-Ihantala. Par la suite, l'Union soviétique concentra ses forces en Europe centrale et la Finlande signa une paix séparée avec l'URSS en septembre 1944.

## Organisation

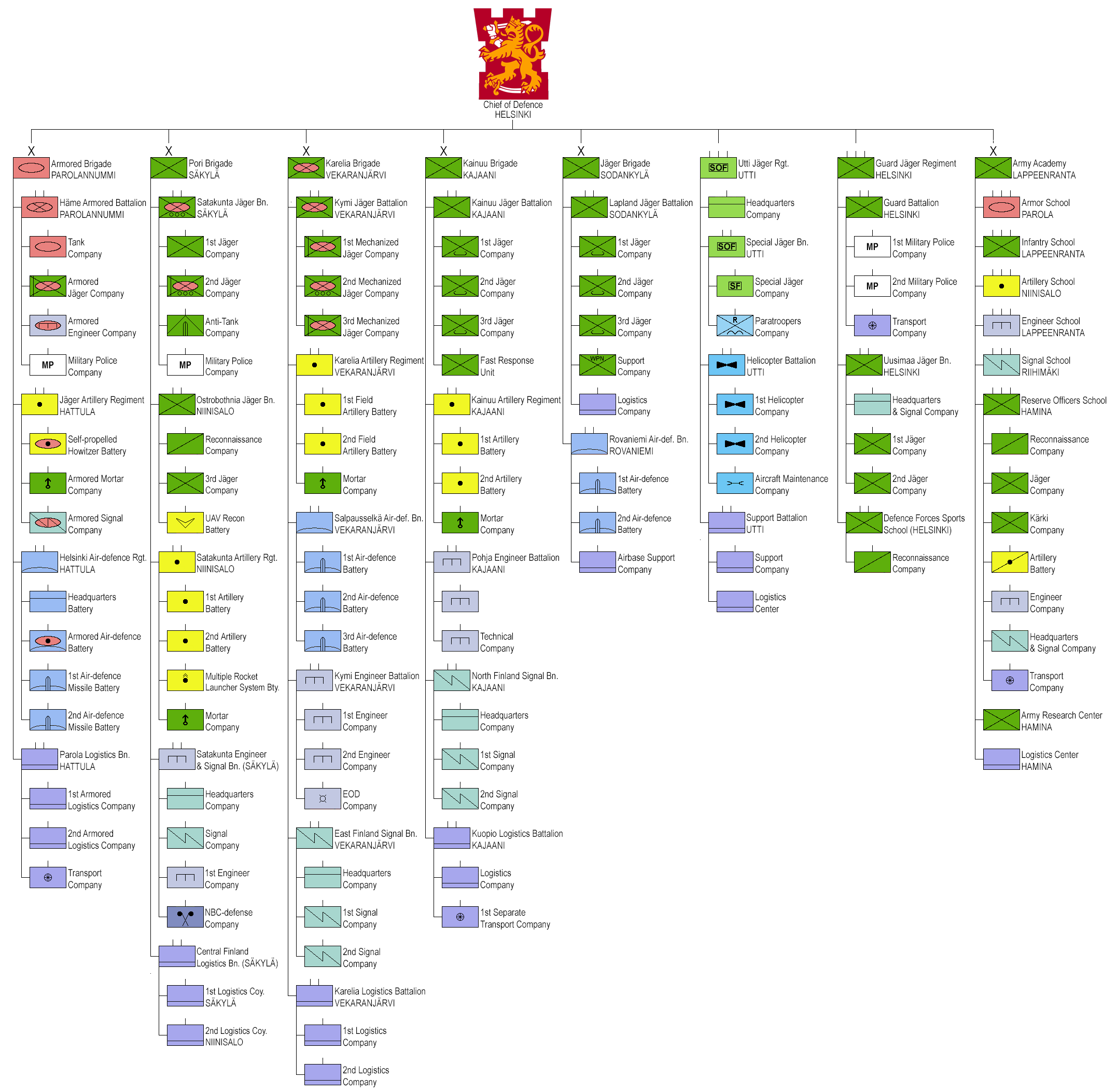
Structure de l'armée de terre finlandaise en 2016.

L'armée de terre finlandaise est organisée en quatre provinces militaires : sud, ouest, est et nord. Les provinces militaires sont responsables de la défense et de la planification dans leur région. Les quatre provinces militaires sont elles-mêmes divisées en 22 bureaux régionaux ou provinces militaires régionales qui sont responsables de la conscription, de l'organisation de la force territoriale (en) et de l'aide aux organisations de défense volontaires.
L'armée de terre finlandaise est composée des unités suivantes :
- Académie de l'armée (en) (unité à taille de brigade destinée à la formation des officiers et militaires de carrière, basée à Lappeenranta et Hamina)[1].
- Brigade blindée (en) (basée à Parola (en) et Riihimäki)[2]
- Brigade de jägers (en) (basée à Sodankylä et Rovaniemi)[3]
- Brigade de Cajanie (en) (basée à Kajaani)[4]
- Brigade de Carélie (en) (basée à Valkeala)[5]
- Brigade de Pori (en) (basée à Säkylä et Niinisalo (en))[6]
- Régiment de jägers de la garde (en) (unité affectée à la défense de la capitale, Helsinki)[7]
- Régiment de jägers d'Utti (en) (unité de forces spéciales de l'armée finlandaise)[8]

## Commandants
Jusqu'en 2008, les forces terrestres sont subordonnées directement au commandement des forces de défense finlandaises fractionnées entre trois régions de défense nationale (fi) ayant chacune un commandant. Les unités terrestres n'avaient donc pas de commandement unifié. En 2008 cependant, les régions de défense nationale sont supprimés et l'armée de terre est dotée d'un commandant :
- Général de corps d'armée Ilkka Aspara (fi) (1er janvier 2008-30 juin 2011)
- Général de corps d'armée Raimo Jyväsjärvi (fi) (1er juillet 2011-30 juin 2014)
- Général de corps d'armée Seppo Toivonen (fi) (1er juillet 2014-31 juillet 2017)[9]
- Général de corps d'armée Petri Hulkko (fi) (1er août 2017-31 décembre 2021)[10]
- Général de corps d'armée Pasi Välimäki (fi) (1er janvier 2022 - actuellement)[11]

## Spécificité
L'armée finlandaise est celle qui a le plus important ratio d'artillerie par rapport aux autres unités.

## Grade et reconnaissance
| Catégories       | Officiers généraux | Officiers généraux       | Officiers généraux  | Officiers généraux | Officiers supérieurs | Officiers supérieurs | Officiers supérieurs | Officiers Subalternes | Officiers Subalternes | Officiers Subalternes | Officiers Subalternes |
| ---------------- | ------------------ | ------------------------ | ------------------- | ------------------ | -------------------- | -------------------- | -------------------- | --------------------- | --------------------- | --------------------- | --------------------- |
|                  |                    |                          |                     |                    |                      |                      |                      |                       |                       |                       |                       |
| Grade finlandais | Kenraali           | Kenraaliluutnantti       | Kenraalimajuri      | Prikaatikenraali   | Eversti              | Everstiluutnantti    | Majuri               | Kapteeni              | Yliluutnantti         | Luutnantti            | Vänrikki              |
| Grade Français   | Général d'armée    | Général de corps d'armée | Général de division | Général de brigade | Colonel              | Lt-colonel           | Commandant           | Capitaine             | Lieutenant-Chef       | Lieutenant            | Sous-lieutenant\|     |

| catégories             | Sous-officiers | Sous-officiers | Sous-officiers | Sous-officiers | Sous-officiers | Sous-officiers | Soldats du rang | Soldats du rang |
| ---------------------- | -------------- | -------------- | -------------- | -------------- | -------------- | -------------- | --------------- | --------------- |
|                        |                |                |                |                |                |                |                 |                 |
| Nom finlandais         | Sotilasmestari | Ylivääpeli     | Vääpeli        | Ylikersantti   | Kersantti      | Alikersantti   | Korpraali       | Sotamies        |
| dénomination française | Major          | Adjudant-chef  | Adjudant       | Sergent-chef   | Sergent        | Sous -Sergent  | Caporal         | Soldat          |

Notes : 
- Le sous-sergent, premier grade des sous-officiers dans l´armée de terre Finlandaise, est assimilé au caporal-chef Francais (qui est pourtant un militaire du rang).
- Le lieutenant-chef, officier de l´armée de terre Finlandaise, est un grade qui n´a pas d´équivalent en France. Hiérarchiquement, il est au-dessus d´un lieutenant Francais, et en dessous d´un capitaine Francais.